# Орден Святого рівноапостольного князя Володимира Великого (УПЦ КП)
Орден Святого Рівноапостольного князя Володимира Великого — орден Української православної церкви Київського патріархату. Його встановлено для нагородження єпископату, духовенства, мирян, а також українських і закордонних державних і громадських діячів, працівників культури та мистецтв за особистий внесок у справі відродження української держави й духовності, піднесення ролі Української Церкви в житті суспільства і держави.